# لويس باندا
لويس باندا (بالإنجليزية: Lewis Banda) هو عداء سريع زيمبابوي، ولد في 16 سبتمبر 1982 في بولاوايو في زيمبابوي.

## وصلات خارجية
- لويس باندا على موقع الاتحاد الدولي لألعاب القوى (الإنجليزية)
- لويس باندا على موقع أوليمبيديا (الإنجليزية)
- لويس باندا على موقع اتحاد ألعاب الكومنولث (مؤرشف) (الإنجليزية)